# Національний банк Республіки Казахстан
Націона́льний банк Респу́бліки Казахста́н (каз. Қазақстан ұлттық банкі) — центральний банк Республіки Казахстан.

## Функції
Правовий статус і функції банку визначені законами «Про Національний банк Республіки Казахстан» і «Про банки в Республіці Казахстан». Відповідно до закону «Про Національний банк Республіки Казахстан» відзначена незалежність Національного банку від розпорядчих і виконавчих органів влади, його підзвітності тільки Верховній Раді і Президенту Республіки Казахстан, там же вказано що Національний банк є центральним банком республіки і являє собою верхній рівень банківської системи Казахстану.
Основною метою Національного банку є забезпечення стабільності цін в Республіці Казахстан. Для реалізації основної мети на Національний банк покладаються такі завдання як:
- розробка та проведення грошово-кредитної політики держави
- забезпечення функціонування платіжних систем
- здійснення валютного регулювання і валютного контролю
- сприяння забезпеченню стабільності фінансової системи.

Національний банк Республіки Казахстан відповідно до покладених на нього завдань виконує такі основні функції як:
- проведення державної грошово-кредитної політики в Республіці Казахстан;
- здійснення емісії банкнот і монет на території Республіки Казахстан;
- здійснення функції банку банків;
- здійснення функції банку, фінансового радника, агента Уряду Республіки Казахстан та інших послуг для Уряду та інших державних органів за угодою з ними;
- організація функціонування платіжних систем;
- здійснення валютного регулювання і валютного контролю в Республіці Казахстан;
- управління золотовалютними активами Національного банку;
- здійснення контролю та нагляду за діяльністю фінансових організацій, а також регулювання їх діяльності з питань, віднесених до компетенції Національного банку та ін
- здійснення довірчого управління Національним фондом Республіки Казахстан.

## Структура управління
Національний банк підзвітний президенту Республіки Казахстан, але в межах наданих йому законодавством повноважень незалежний у своїй діяльності.
Національний банк координує свою діяльність з Урядом Республіки Казахстан, враховує в своїй діяльності економічну політику Уряду і сприяє її реалізації, якщо це не суперечить виконанню його основних функцій та здійсненню грошово-кредитної політики.
Вищим органом управління Національного банку є Правління, а органом оперативного управління - Рада директорів. Правління складається з 9 осіб. До складу Правління входять Голова Національного Банку та чотири посадові особи Національного Банку (заступники Голови), один представник від Президента Республіки Казахстан, два представника від Уряду Республіки Казахстан і голова Комітету з контролю та нагляду фінансового ринку та фінансових організацій Національного банку.
У структуру Національного банку Казахстану входять:
- центральний апарат, що складається з 11 департаментів (один департамент у м. Астані), 10 самостійних управлінь і 1 самостійного відділу
- 16 територіальних філій та дві філії в місті Алмати: Центр касових операцій та зберігання цінностей та Центр забезпечення діяльності Національного банку
- Представництво Національного банку в Російській Федерації
- 4 підзвітних організації: Республіканське державне підприємство на праві господарського відання «Казахстанський центр міжбанківських розрахунків Національного банку Республіки Казахстан»
- Республіканське державне підприємство на праві господарського відання «Банківське сервісне бюро Національного банку Республіки Казахстан»
- Республіканське державне підприємство на праві господарського відання «Казахстанський монетний двір Національного банку Республіки Казахстан»
- Республіканське державне підприємство на праві господарського відання «Банкнотна фабрика Національного банку Республіки Казахстан»

## Акції
Національний банк Республіки Казахстан є власником акцій таких компаній:
- Казахстанський фонд гарантування депозитів
- Накопичувальний пенсійний фонд «ГНПФ»

## Історія
Національний банк Казахстану був створений практично відразу після створення Республіки Казахстан.
- У жовтні 1990 Верховною Радою Казахської РСР прийнята Декларація про державний суверенітет республіки.
- 7 грудня 1990 р. Верховною Радою Казахської РСР був прийнят Закон «Про банки і банківську діяльність в Казахській РСР»
- 20 червня 1991 р. була прийнята постанова Верховної Ради Казахської РСР «Про Статут Національного Державного банку Казахської РСР». Відповідно до Постанови Національний Державний банк перейшов у власність республіки і став Центральним банком.
- 13 квітня 1993 відповідно до Закону «Про Національний банк Республіки Казахстан», Національний банк Казахської РСР перейменований в Національний банк Республіки Казахстан.
- 30 березня 1995 - вийшов новий Закон Республіки Казахстан від 30 березня 1995 року № 2155 «Про Національному Банку Республіки Казахстан»
- 2 березня 2001 - вийшов закон № 162-II, що вносить доповнення до Закону Республіки Казахстан від 30 березня 1995 року № 2155

## Голови
- З січня 1992 р. — грудень 1993 р. — Галим Байназаров
- 20 грудня 1993 — 10 січня 1996 р. — Даулет Сембаев
- 1997 р. — Ураз Джандосов
- Лютий 1998 — жовтень 1999 — Кадиржан Дамітов
- Жовтень 1999 — січень 2004 — Григорій Марченко
- 26 січня 2004 — березень 2009 — Анвар Сайденов
- З 22 січня 2009 — Григорій Марченко